# Paspalum subfalcatum
Paspalum subfalcatum är en gräsart som först beskrevs av Johann es Christoph Christian Döll, och fick sitt nu gällande namn av Thomas Gaskell Tutin. Paspalum subfalcatum ingår i släktet tvillinghirser, och familjen gräs. Inga underarter finns listade i Catalogue of Life.